# Ред Булл Ринг
«Ред Булл Ринг» (нем. Red Bull Ring) — гоночная трасса, расположенная близ деревни Шпильберг (Штирия, Австрия). Владельцем автодрома в настоящее время является компания Red Bull. На трассе было проведено 38 Гран-при Австрии в период с 1970 по 2025 год и два Гран-при Штирии в 2020 и 2021 годах.
В момент основания трасса была названа «Остеррайхринг» (нем. Österreichring), позднее она была перестроена и по окончании работ переименована в «А1-Ринг». В 2004 году трасса была снесена и вновь выстроена[уточнить] компанией Red Bull в 2008 году. В 2011 году на «Ред Булл Ринге» прошли первые за 8 лет автомобильные соревнования.

## История

Схема трасс «Остеррайхринг» (серые линии) и А1-Ринг (черные линии)

Трасса, названная «Остеррайхринг», была построена в 1969 году рядом с местом проведения первого Гран-при Австрии на трассе «Цельтвег». «Остеррайхринг» был скоростным автодромом, но в 1987 году ФИА признала трассу несоответствующей требованиям безопасности, и проведение Гран-при Формулы-1 на трассе были прекращено.
В 1996 году автодром «Остеррайхринг» подвергся коренной модернизации и был переименован в «А1-Ринг» в честь сотового оператора A1, оплатившего перестройку трассы. Был заключен десятилетний контракт с FOM на проведение Гран-при Австрии, кроме того, в 2001—2003 годах трасса принимала этапы нового DTM. Однако в 2003 году контракт с FOM был разорван Берни Экклстоуном, так как в Австрии вступил в силу запрет на рекламу табачной продукции, составлявшую основную часть доходов команд Формулы-1. В силу проблем с окружающей средой и финансированием в 2004 году основные здания автодрома были снесены, что сделало невозможным проведение на «А1-Ринге» автомобильных соревнований международного уровня.
С 2005 года ходили слухи о возможной реконструкции трассы. В 2006 году экс-пилот Формулы-1 австриец Александр Вурц объявил о том, что собирается выкупить «А1-Ринг» и подготовить его для проведения соревнований, но этой идее не суждено было воплотиться в жизнь. Спустя год о планах по совместной реконструкции трассы объявили компании Red Bull, VW, KTM и Magna International, однако позднее VW отказался финансировать проект.
В 2008 году трассу выкупил владелец Red Bull Дитрих Матешиц, который переименовал «А1-Ринг» в «Ред Булл Ринг» и начал реконструкцию инфраструктуры. Конфигурация автодрома осталась неизменной. В 2011 году на трассу близ Шпильберга вернулся чемпионат DTM, однако Матешиц скептически относится к возможности проведения на трассе Гран-при Австрии Формулы-1. И всё-таки 23 июля 2013 года на сайте автодрома появилась информация, что гонка на трассе пройдёт 6 июля 2014 года. 22 июня 2014 года на трассе прошёл 27-й Гран-при Австрии, после чего гонка стала ежегодной.

## Конфигурации трассы
«Остеррайхринг» отличался своими скоростными поворотами и очень высокой средней скоростью на круге. На Гран-при Австрии 1987 года Нельсон Пике выиграл поул-позицию со средней скоростью на круге 256,638 км/ч (рекорд того времени принадлежал «Сильверстоуну» — 258,983 км/ч). За время функционирования было внесено только одно существенное изменение — в 1977 году добавлена S-образная связка Hella-Licht.
Наибольшие нарекания вызывала слишком узкая стартовая прямая, становившаяся причиной множества столкновений на старте гонки. Кроме того, из леса, которым была окружена трасса, периодически выходили олени, что также вызывало аварийные ситуации.
Реконструированный Германом Тильке «А1-Ринг» сохранил часть конфигурации старой трассы (как видно на снимке со спутника), однако был сокращен с 5,9 километра до 4,3. Средняя скорость прохождения круга также упала. В 1997 году обладатель поул-позиции Жак Вильнев проехал круг со средней скоростью 221,364 км/ч.
| Версия     | Схема                                                                      | Длина (м) | Гран-при                             | Рекорд круга в квалификации                                          |
| Версия     | Схема                                                                      | Длина (м) | Гран-при                             | Рекорд круга в гонке                                                 |
| ---------- | -------------------------------------------------------------------------- | --------- | ------------------------------------ | -------------------------------------------------------------------- |
| 1969—1975  |                                                                            | 5 911     | 6 (1970—1975)                        | 1:34,85 (Ники Лауда, Ferrari 312 T, 1975)                            |
| 1969—1975  | 1:35,81 (Жаки Икс, Alfa Romeo T33TT/12, 1974 World Sportscar Championship) | 5 911     | 6 (1970—1975)                        |                                                                      |
| 1976       |                                                                            | 5 909     | 1 (1976)                             | 1:35,02 (Джеймс Хант, McLaren M23, 1976)                             |
| 1976       | 1:35,91 (Джеймс Хант, McLaren M23, 1976)                                   | 5 909     | 1 (1976)                             |                                                                      |
| 1977—1996  |                                                                            | 5 942     | 11 (1977—1987)                       | 1:23,357 (Нельсон Пике, Williams FW11B, 1987)                        |
| 1977—1996  | 1:28,318 (Найджел Мэнселл, Williams FW11B, 1987)                           | 5 942     | 11 (1977—1987)                       |                                                                      |
| 1996—2024  |                                                                            | 4 318     | 20 (1997—2003, 2014—2024, 2020—2021) | 1:02,939 (Валттери Боттас, Mercedes-AMG F1 W11 EQ Performance, 2020) |
| 1996—2024  | 1:05,619 (Карлос Сайнс (мл.), McLaren MCL35, 2020)                         | 4 318     | 20 (1997—2003, 2014—2024, 2020—2021) |                                                                      |
| 2025—н.в.  |                                                                            | 4 326     | 1 (2025)                             | 1:03,971 (Ландо Норрис, McLaren MCL39, 2025)                         |
| 2025—н.в.  | 1:07,924 (Оскар Пиастри, McLaren MCL39, 2025)                              | 4 326     | 1 (2025)                             |                                                                      |
| Источники: |                                                                            |           |                                      |                                                                      |

## Победители Гран-при Австрии на трассе «Остеррайхринг»

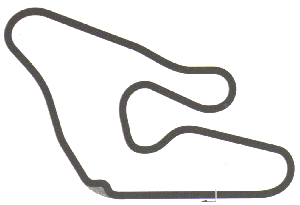
Схема трассы «Остеррайхринг» (1977—1996)

| Сезон | #  | Пилот                       | Конструктор         | Отчёт |
| ----- | -- | --------------------------- | ------------------- | ----- |
| 1969  | 1  | Йо Зифферт Курт Аренс (мл.) | Porsche             |       |
| 1970  | 2  | Жаки Икс                    | Ferrari             | Отчёт |
| 1971  | 3  | Йо Зифферт                  | BRM                 | Отчёт |
| 1972  | 4  | Эмерсон Фиттипальди         | Lotus-Ford          | Отчёт |
| 1973  | 5  | Ронни Петерсон              | Lotus-Ford          | Отчёт |
| 1974  | 6  | Карлос Ройтеман             | Brabham-Ford        | Отчёт |
| 1975  | 7  | Витторио Брамбилла          | March-Ford          | Отчёт |
| 1976  | 8  | Джон Уотсон                 | Penske-Ford         | Отчёт |
| 1977  | 9  | Алан Джонс                  | Shadow-Ford         | Отчёт |
| 1978  | 10 | Ронни Петерсон              | Lotus-Ford          | Отчёт |
| 1979  | 11 | Алан Джонс                  | Williams-Ford       | Отчёт |
| 1980  | 12 | Жан-Пьер Жабуй              | Renault             | Отчёт |
| 1981  | 13 | Жак Лаффит                  | Ligier-Matra        | Отчёт |
| 1982  | 14 | Элио де Анжелис             | Lotus-Ford          | Отчёт |
| 1983  | 15 | Ален Прост                  | Renault             | Отчёт |
| 1984  | 16 | Ники Лауда                  | McLaren-TAG Porsche | Отчёт |
| 1985  | 17 | Ален Прост                  | McLaren-TAG Porsche | Отчёт |
| 1986  | 18 | Ален Прост                  | McLaren-TAG Porsche | Отчёт |
| 1987  | 19 | Найджел Мэнселл             | Williams-Honda      | Отчёт |

## Победители Гран-при Австрии на трассе «А1-Ринг»

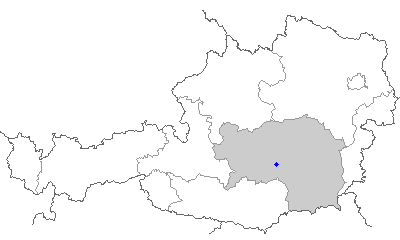
Ред Булл Ринг на карте Австрии

| Год  | #  | Пилот           | Команда          | Отчёт |
| ---- | -- | --------------- | ---------------- | ----- |
| 1997 | 20 | Жак Вильнёв     | Williams-Renault | Отчёт |
| 1998 | 21 | Мика Хаккинен   | McLaren-Mercedes | Отчёт |
| 1999 | 22 | Эдди Ирвайн     | Ferrari          | Отчёт |
| 2000 | 23 | Мика Хаккинен   | McLaren-Mercedes | Отчёт |
| 2001 | 24 | Дэвид Култхард  | McLaren-Mercedes | Отчёт |
| 2002 | 25 | Михаэль Шумахер | Ferrari          | Отчёт |
| 2003 | 26 | Михаэль Шумахер | Ferrari          | Отчёт |

## Победители Гран-при Австрии на трассе «Ред Булл Ринг»
| Год  | #  | Пилот           | Команда             | Отчёт |
| ---- | -- | --------------- | ------------------- | ----- |
| 2014 | 27 | Нико Росберг    | Mercedes            | Отчёт |
| 2015 | 28 | Нико Росберг    | Mercedes            | Отчёт |
| 2016 | 29 | Льюис Хэмилтон  | Mercedes            | Отчёт |
| 2017 | 30 | Валттери Боттас | Mercedes            | Отчёт |
| 2018 | 31 | Макс Ферстаппен | Red Bull-TAG Heuer  | Отчёт |
| 2019 | 32 | Макс Ферстаппен | Red Bull-Honda      | Отчёт |
| 2020 | 33 | Валттери Боттас | Mercedes            | Отчёт |
| 2021 | 34 | Макс Ферстаппен | Red Bull-Honda      | Отчёт |
| 2022 | 35 | Шарль Леклер    | Ferrari             | Отчёт |
| 2023 | 36 | Макс Ферстаппен | Red Bull-Honda RBPT | Отчёт |
| 2024 | 37 | Джордж Расселл  | Mercedes            | Отчёт |
| 2025 | 38 | Ландо Норрис    | McLaren-Mercedes    | Отчёт |

## Победители Гран-при Штирии на трассе «Ред Булл Ринг»
| Год  | # | Пилот           | Команда        | Отчёт |
| ---- | - | --------------- | -------------- | ----- |
| 2020 | 1 | Льюис Хэмилтон  | Mercedes       | Отчёт |
| 2021 | 2 | Макс Ферстаппен | Red Bull-Honda | Отчёт |